# Anna (film 2019 Berenson)
Anna (in ucraino Анна?) è un cortometraggio live action diretto dal regista israeliano londinese Dekel Berenson. Questo film di 15 minuti affronta questioni sociali e umanitarie raffigurando i "tour d'amore" organizzati in Ucraina per uomini stranieri che cercano una compagna da portare a casa. Presentato in anteprima in concorso al 72º Festival di Cannes, ha vinto un premio ai British Independent Film Awards, è stato selezionato per un BAFTA ed è stato nominato sia per i premi Ophir che per i premi dell'Accademia ucraina del cinema.

## Trama
Anna, una madre single di mezza età che vive nell'Ucraina orientale devastata dalla guerra, è alla disperata ricerca di un cambiamento. Mentre è al lavoro in un impianto di lavorazione della carne, sente una pubblicità radiofonica per partecipare a una festa organizzata per uomini stranieri che stanno girando il paese, in cerca di amore. Una volta lì insieme alla figlia, Anna affronta la realtà della vecchiaia e comprende le reali intenzioni degli uomini. Entrambe si rendono conto dell'assurdità e dell'umiliazione della situazione.

## Accoglienza
Il film ha ricevuto numerosi premi, è stato proiettato in circa 350 festival e selezionato più di 160 volte.

## Riconoscimenti
- 2020 - BAFTA
  - Candidato per il miglior cortometraggio britannico
- 2020 - Premi Ophir
  - Candidato per il miglior cortometraggio
- 2019 - BIFA
  - Miglior cortometraggio britannico
- 2019 - Festival del cortometraggio DC
  - Miglior film narrativo internazionale
- 2019 - Festival di Cannes
  - Candidato alla Palma d'oro per il miglior cortometraggio